# Магична линија
Maгична линија доо Београд независна је продуцентска кућа у власништву редитеља Дарка Бајића.

## Филмографија
- 1997 - Балканска правила
- 2000 - Рат уживо
- 2004 - Цимерке - тв филм
- 2007 - На лепом плавом Дунаву (филм)
- 2009 - На лепом плавом Дунаву (серија)
- 2011 - О Гринго - документарни филм
- 2019 - Линија живота